# Dance in the Vampire Bund
Dance in the Vampire Bund (jap. ダンス イン ザ ヴァンパイアバンド Dansu in za vanpaia bando) – manga autorstwa Nozomu Tamakiego, a także serial anime studia Shaft, stworzony na jej podstawie. Seria ukazywała się w miesięczniku „Gekkan Comic Flapper” w latach (2005-2012) i nigdy nie otrzymała polskiego przekładu.

## Zarys fabuły
Akcja mangi skupia się na dwóch głównych bohaterach. Minie Tepesz, władczyni wszystkich wampirów oraz jej ochroniarzu, młodym wilkołaku o imieniu Akira Kaburagi Regendorf. Wampiry kryły się przed ludźmi od wieków ze względu na swoją naturę. Teraz królowa wampirów postanawia ujawnić swoją rasę światu i dąży do pokoju z ludźmi. W tym celu za pomocą ogromnego majątku, który jej rasa zdobyła na przestrzeni wieków, buduje wielką pływającą w tokijskiej zatoce wyspę-kraj, mającą stać się pierwszym państwem wampirów. Wyspa nosi nazwę The Bund (pol. Federacja). Wydaje się, że pokój między rasami jest na wyciągnięcie ręki jednak najstarsze ekstremistyczne rody wampirów oraz politycy z całego świata, wykorzystując strach ludzi przed nieznanym, próbują ingerować w "Federację" atakując ją. Mina Tepesz i Akira próbują razem jej bronić oraz musząc poradzić sobie z uczuciami, które zaczynają się między nimi rodzić.

## Bohaterowie
- Akira Kaburagi Regendorf - młody wilkołak wychowany wśród ludzi. W młodości spotkał Minę Tepesz do której bardzo się przywiązał i obiecał jej, że będzie ją bronił gdy dorośnie. Wiele lat później spełnia swoją obietnicę gdy ponownie spotyka władczynię wampirów. Wtedy też dowiaduje się, że razem ze swoim ojcem należy do starego klanu wilkołaków, który od stuleci służy monarchii wampirów. Akira jest odważny i pełen zapału a także lojalności dla królowej. Ma czarne włosy i skośne oczy.
- Wilhelmina Vlad "Mina" Tepesz - władczyni wampirów i założycielka "The Bund". W przeszłości spotkała młodego Akirę i pokochała go od pierwszego spotkania. Mimo tego, że ma kilkaset lat, wygląda jak nastolatka. Główne cechy jej charakteru to egoizm i upór. Ma szkarłatne oczy i srebrzysto-złote włosy.
- Yuki Saegusa - ludzka przyjaciółka z dzieciństwa Akiry, zakochana w Regendorfie, o którego jest zazdrosna. Początkowo wampiry ją przerażają, jednak z czasem zaprzyjaźnia się z Miną Tepesz. Yuki jest niezdarna i nieśmiała. Ma brązowe oczy i włosy. Jej skrywanym hobby jest pisanie.

## Manga
Napisana i narysowana przez Nozomu Tamaki. Jej publikacja rozpoczęła się w styczniu 2006 roku i zakończyła się we wrześniu 2012. Ostatecznie pojawiło się 14 części serii.
Kontynuacja rozpoczęła się w styczniu 2014 roku pod tytułem Dance in the Vamipre Bund II: Scarlet Order, a zakończono ją w kwietniu 2015 roku. Seria ukazała się w 4 tomach. Na kolejne wznowienie trzeba było czekać do marca 2018 roku, kiedy to autor ogłosił kontynuację serii pod tytułem Dance in the Vampire Bund: A.S.O. Do chwili obecnej ukazały się 3 tomy.
Dance in the Vampire Bund otrzymało także miniserię Dance in the Vampire Bund: The Memories of Sledgehammer, która składa się na trzy tomy.

## Anime
Adaptację anime manga otrzymała w 2010 roku w styczniu sezonu zimowego. Seria dostała 12 odcinków i została zakończona we kwietniu tego samego roku. Za adaptacje anime odpowiedzialne było studio Shaft, reżyserami byli Akiyuki Shinbo oraz Masahiro Sonoda, muzykę skomponował Akio Dobashi a scenariusz napisał Hiroyuki Yoshino.

## Cenzura
Zarówno manga jak i anime spotkały się z falą krytyki ze względu na pojawienie się Miny Tepesz, o budowie ciała młodszej nastolatki, nago. O ile manga nigdy nie została ocenzurowana, to w anime kontrowersyjne sceny zostały przywrócone dopiero w wersji na Blu-ray i DVD.
Ostatecznie seria została całkowicie zakazana tylko w Chinach jako jedna z 38 pozycji mang i anime nielegalnych w tym kraju.